# Calabarzon

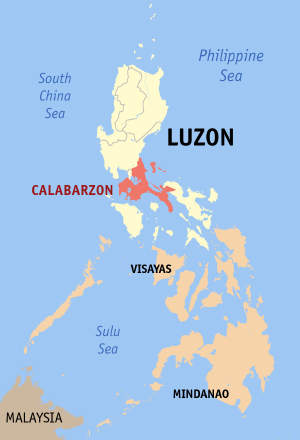
Calabarzons läge.

Calabarzon (Calabarzon region IV-A), även skrivet CALABARZON, är en region i Filippinerna, belägen på sydvästra Luzon, söder och sydost om Metro Manila. Det är landets näst mest tätbefolkade region, med 10 903 200 invånare (2006) på en yta av 16 228,6 km², vilket ger en befolkningstäthet på 671,9 invånare per km². 
Regionen består av de fem provinserna Cavite, Laguna, Batangas, Rizal samt Quezon, och dess namn är en akronym av dessa provinsers namn. Calabarzons huvudstad är Calamba i Laguna.
Calabarzon och Mimaropa utgjorde fram till 2002 gemensamt regionen Södra Tagalog.